# Питерсберг (Виргиния)
Питерсберг (англ. Petersburg, Virginia) — город в США, у атлантического побережья.

## Общие сведения

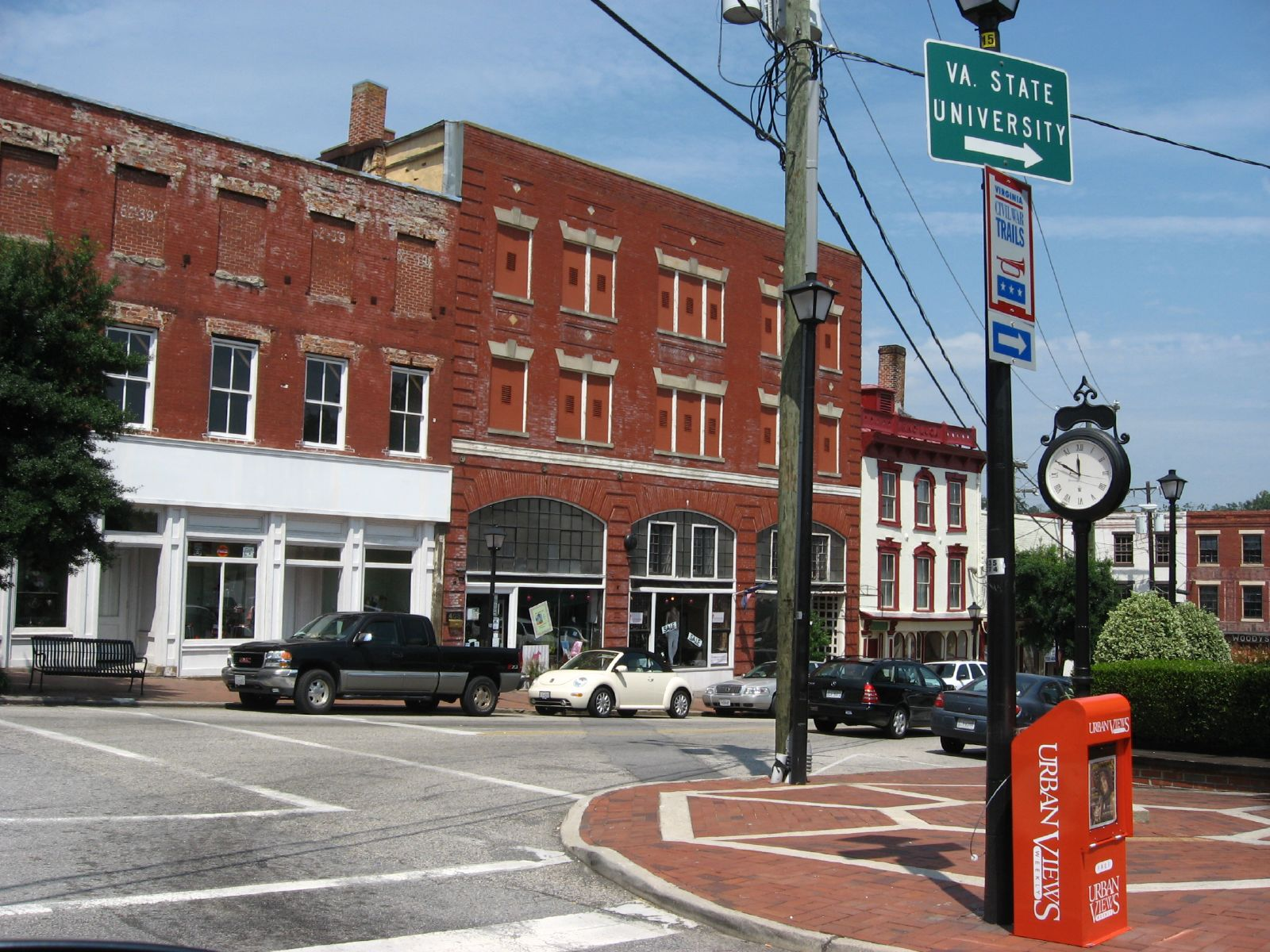

Город Питерсберг находится у атлантического побережья США, в штате Виргиния, у крупнейшего водопада на реке Аппоматтокс. Входит в городской ареал Ричмонд — Питерсберг, однако является самоуправляющимся городом, не входящим в какой-либо округ (County). Площадь города равна 60,1 км². Численность населения составляет 32 757 человек (на 2004 год). В настоящее время 18,5 % населения Питерсберга составляют белые, 79 % — афроамериканцы и мулаты.

## История
Питерсберг был основан в 1645 году под названием Форт Генри. Благодаря удачному расположению на реке здесь был образован крупный порт. В 1781 году под Питерсбергом произошло крупное сражение между английскими и американскими войсками; была предотвращена попытка англичан занять Виргинию. В 1784 году Питерсберг получил статус города. В XIX столетии в Питерсберге, помимо порта, развивались табачная и текстильная промышленность, а также банковское дело. В 1860 году в городе насчитывалось 18 266 жителей, из которых половина были негры (из них 2/3 — рабы). В годы Гражданской войны близ Питерсберга произошли два крупных сражения, сам же город выдержал 292-дневную осаду федеральных войск, которая продолжалась вплоть до окончания войны.
В 1833 году Питерсберг был соединён дорогой Petersburg Railroad с городом Гарисбург (Северная Каролина).